# Lankanectes corrugatus
Lankanectes corrugatus là một loài ếch thuộc họ Ranidae. Chúng là đại diện duy nhất của chi Lankanectes và là loài đặc hữu của Sri Lanka.
Môi trường sống tự nhiên của chúng là rừng ẩm vùng đất thấp nhiệt đới hoặc cận nhiệt đới, đầm nước nhiệt đới hoặc cận nhiệt đới, vùng núi ẩm nhiệt đới hoặc cận nhiệt đới, sông ngòi, sông có nước theo mùa, đầm lầy, đầm nước ngọt, và vườn nông thôn.
Chúng hiện đang bị đe dọa vì mất môi trường sống.